# 뉴클리어 풋볼
뉴클리어 풋볼(Nuclear football)은 미국 대통령이 핵미사일 발사를 명령하는 서류가방이다. atomic football, president's emergency satchel, button, black box, football이라고도 부른다. 미국 대통령의 핵가방(Nuclear briefcase)이 풋볼이며, 러시아 대통령의 핵가방은 체게트라고 부른다.

## 역사
풋볼은 드와이트 D. 아이젠하워 대통령이 만들었다. 그러나 오늘날의 사용법은 1962년 10월 14일 쿠바 미사일 위기 이후, 존 F. 케네디 대통령이 만들었다. 지미 카터, 로널드 레이건 대통령은 보안카드를 양복 안주머니에 넣고 다니는 것을 선호했다.
풋볼은 대통령 곁에서 잠시도 떨어지면 안된다. 1973년 닉슨 대통령이 소련 레오니드 브레주네프 당시 공산당 서기장을 캠프 데이비드에 초청했을 때, 브레즈네프가 차를 계획에 없던 곳으로 몰아, 닉슨 대통령이 풋볼에서 30분 정도 이탈했다. 1981년 로널드 레이건 암살 시도 당시 레이건 대통령이 풋볼에서 잠시 떨어졌다. 양복 상의 안주머니에 보안카드가 있었는데, 치료를 위해 현장의 응급의료팀이 양복 상의를 벗겨내어, 한동안 옷과 함께 보안카드가 방치되었다.
제럴드 포드, 지미 카터, 조지 H.W. 부시, 빌 클린턴 대통령도 풋볼에서 잠시 떨어진 적이 있었으나, 문제가 발생한 상황은 아니었다.

## 구성
무게 20kg인 제로 할리버튼 메탈 서류가방을 검은색 천연가죽 포켓에 담아, 소령 이상의 미군 장교가 휴대한다.
휴대하는 장교는 소령 이상의 계급이며, 엄격한 신분확인을 거쳐 미국 대통령에 접근해도 된다는 양키 화이트 자격을 취득해야 한다. 풋볼을 손에 들고서 대통령 옆에서 함께 걷거나 서 있으며, 미국 공군 대통령 전용기(에어포스원), 미국 해병대 대통령 전용헬기(마린원), 미국 대통령 전용차 등에 함께 탑승한다.
풋볼에는 4가지가 포함되어 있다.
- 블랙북: 가로 9인치, 세로 12인치, 75 페이지 분량이며, 여러 가지 보복 핵공격 옵션이 들어있다. 검은색과 빨간색 잉크로 프린트되어 있다.
- 비밀장소가 기록된 책: 블랙북과 같은 크기이며, 대통령이 비상시 방문할 수 있는 미국내 비밀장소의 위치와 관련정보가 기록되어 있다. 문을 열 수 있는 암호 같은 정보들
- 마닐라 폴더: 10 페이지 분량이며, 비상시 절차에 대한 안내서다.
- 보안카드: 핵공격 명령을 할 때 대통령이 사용하는 공인인증카드. "비스켓"이란 별명으로 불린다.

보안카드는 부통령, 국무장관, 국방장관도 갖고 있으며, 2인감시태세(Two-man rule) 원칙에 때라, 대통령과 추가로 1인이 보안카드 인증을 해줘야만 핵공격 명령이 유효하다.

## 같이 보기
- 체게트
- 핵가방
- 핵배낭